# 허 덕남
허 덕남(許 德男)은 허나라의 남작이다. 허 문숙의 아들이고, 허남 백봉의 아버지이다.